# Flamsteed (månekrater)
Flamsteed er et lille nedslagskrater på Månen. Det befinder sig i Oceanus Procellarum på Månens forside og er opkaldt efter den britiske astronom John Flamsteed (1646 – 11719).
Navnet blev officielt tildelt af den Internationale Astronomiske Union (IAU) i 1935.

## Omgivelser
Flamsteedkrateret ligger næsten stik øst for det mørkt tonede Grimaldibassin og nord-nordvest for den oversvømmede Letronnekrater-bugt i den sydlige udkant af maret.

## Karakteristika
Kraterranden er ikke cirkulær på grund af en udbulende rand mod sydøst. Kraterbunder er ret flad og uden særlige nedslag. Krateret ligger inden for den sydlige rand af et et krater, som næsten helt er blevet overdækket af de basaltiske lavastrømme, som dannede Oceanus Procellarum. Alt hvad der er tilbage af dette krater, som har benævnelsen "Flamsteed P", er nogle lave højderygge og bakker, som ligger i en cirkulær form.
Surveyor 1-fartøjet landede inden for den nordøstlige rand af det begravede "Flamsteed P"-krater, omkring 50 km nord-nordøst for Flamsteeds kraterrand.

## Satellitkratere
De kratere, som kaldes satellitter, er små kratere beliggende i eller nær hovedkrateret. Deres dannelse er sædvanligvis sket uafhængigt af dette, men de får samme navn som hovedkrateret med tilføjelse af et stort bogstav. På kort over Månen er det en konvention at identificere dem ved at placere dette bogstav på den side af satellitkraterets midte, som ligger nærmest hovedkrateret. Flamsteedkrateret har følgende satellitkratere:
| Flamsteed | Længde | Bredde  | Diameter |
| --------- | ------ | ------- | -------- |
| A         | 7,9° S | 42,9° V | 11 km    |
| B         | 5,9° S | 43,7° V | 10 km    |
| C         | 5,5° S | 46,3° V | 9 km     |
| D         | 3,2° S | 44,9° V | 6 km     |
| E         | 3,7° S | 46,1° V | 2 km     |
| F         | 4,7° S | 41,1° V | 5 km     |
| G         | 4,8° S | 50,9° V | 46 km    |
| H         | 5,9° S | 51,7° V | 4 km     |
| J         | 6,6° S | 49,3° V | 5 km     |
| K         | 3,1° S | 43,7° V | 4 km     |
| L         | 3,4° S | 40,9° V | 4 km     |
| M         | 2,4° S | 40,6° V | 4 km     |
| P         | 3,2° S | 44,1° V | 112 km   |
| S         | 3,4° S | 52,2° V | 4 km     |
| T         | 3,1° S | 51,6° V | 24 km    |
| U         | 3,6° S | 50,2° V | 4 km     |
| X         | 2,3° S | 47,3° V | 3 km     |
| Z         | 1,3° S | 47,8° V | 3 km     |

## Måneatlas
- Billeder af Flamsteedkrateret i LPI-måneatlasset